# Joachim von Bargen
Joachim Henrich von Bargen (* 1. April 1939 in Braunschweig) ist ein deutscher Jurist und Honorarprofessor an der Albert-Ludwigs-Universität Freiburg.

## Leben
Von Bargen entstammt einer Lüneburger Ratsherrenfamilie, die erstmals 1158 in einer Urkunde Heinrichs des Löwen erwähnt wurde. Er wurde als Sohn des aus Berlin stammenden Diplomingenieurs Heinz von Bargen und dessen Frau Erica, geb. Rittner, in Braunschweig geboren, wo sein Vater als Personalreferent in der Luftforschungsanstalt Hermann Göring tätig war. Sein Vater fiel 1942 an der Ostfront. Nach dem Abitur am Christian-Gymnasium in Hermannsburg und dem einjährigen Wehrdienst studierte von Bargen zunächst Deutsch und Geschichte, später dann Rechts- und Staatswissenschaften an der Georg-August-Universität Göttingen und der Albert-Ludwigs-Universität Freiburg. Im Mai 1970 wurde von Bargen in Freiburg mit einer von Martin Bullinger betreuten Arbeit über Körperschaften, Anstalten und Stiftungen im Rechtssystem des Großherzogtums Baden zum Dr. jur. promoviert.
Nach Bestehen der Zweiten juristischen Staatsprüfung im Januar 1971 in Stuttgart wurde von Bargen wissenschaftlicher Mitarbeiter am Institut für Öffentliches Recht der Universität Freiburg und begann noch im selben Jahr seine Laufbahn als Richter am Verwaltungsgericht Freiburg. Von 1975 bis 1977 war er dabei für die Sachbereitung der das Kernkraftwerk Wyhl betreffenden Verfahren zuständig. Von 1978 bis 1981 war er ans Bundesverfassungsgericht abgeordnet. Von 1981 bis 1992 war er Richter am Verwaltungsgerichtshof Baden-Württemberg. 1991 wurde er für die Wahl zum Richter am Bundesverwaltungsgericht vorgeschlagen, lehnte aber aus persönlichen Gründen ab. 1992 wurde er Vorsitzender Richter am Verwaltungsgericht Freiburg. Von 1996 bis 1997 war er Vorsitzender Richter am Verwaltungsgerichtshof Baden-Württemberg. Von 1997 bis zu seiner Pensionierung 2004 war er Präsident des Verwaltungsgerichts Freiburg. Von 2004 bis 2015 war von Bargen Richter am Staatsgerichtshof für das Land Baden-Württemberg.
2001 wurde von Bargen zum Honorarprofessor der rechtswissenschaftlichen Fakultät der Universität Freiburg bestellt.

## Werke
- Körperschaften, Anstalten und Stiftungen im Rechtssystem des Großherzogtums Baden. Ein Beitrag zur Unterscheidung zwischen öffentlichem Recht und Privatrecht. Alber, Freiburg im Breisgau/München 1971, ISBN 978-3-4954-7219-4 (Zugl.: Freiburg (Breisgau), Univ., Diss., 1970).
- Konsensuale Konfliktlösung auf dem Campus: Mediation in öffentlich-rechtlichen Hochschulen  in Ordnung der Wissenschaft. Berlin 2016, ISBN 978-3-944941-04-2.